# François-Étienne Lahaye
Pour les articles homonymes, voir Lahaye.
François-Étienne Lahaye (Combs-la-Ville, 1878 - Villeneuve-lès-Avignon, mars 1949), dit parfois François Lahaye, est un peintre symboliste français.

## Biographie
François-Étienne Lahaye est né à Combs-la-Ville (Seine-et-Marne) en 1878. La condition aisée de ses parents, dont la famille compta plusieurs maires à Combs-la-Ville et dans la commune voisine de Quincy-Sous-Sénart, semble avoir été déterminante dans sa carrière, lui permettant de voyager et d'être à l'abri du souci de vivre de son art. Combs-la-ville étant située à équidistance de Paris et de Barbizon, on peut supposer que cette situation géographique favorisa la vocation du jeune Lahaye pour la peinture. Les liens entre les groupes de Barbizon et de Crozant durent aussi être à l'origine de sa rencontre avec Léon Detroy, membre de l'École de Crozant, dont il devint l'élève. C'est d'ailleurs à lui que la critique compara ses premières œuvres. Celui que l'on nommait l'ermite de Gargilesse peignait alors dans une veine néo-impressionniste que Lahaye ne devait finalement pas suivre, préférant aux touches fortement individualisées de son mentor une approche plus fondue de la couleur et de la lumière, ainsi qu'une présence plus forte du dessin.
C'est en 1904 que son nom apparaît pour la première fois : une simple aquarelle au Salon de la Société nationale des beaux-arts, suivie de quelques huiles et aquarelles représentant Paris, Versailles, et l'Afrique du Nord au Grand Hôtel de Biarritz. Dès cette époque, la critique - à commencer par Gustave Geffroy, théoricien de l'impressionnisme - discerne ce qui fera sa marque de fabrique : une attention toute particulière portée au rendu de la lumière. Dans les années qui suivent, malgré sa participation au Salon d'automne et au Salon des Indépendants (avec des paysages d'Italie), sa notoriété peine à s'établir. Il faut dire que l'orage déclenché par Matisse et les fauves au Salon d'automne de 1905 (où Lahaye expose) marque le déclin du symbolisme auquel la veine idéaliste du jeune Lahaye se rattache. En 1911, l'artiste est encore décrit comme un décorateur d'avenir dans le Journal des débats politiques et littéraires. Ce terme de décorateur - et l'adjectif décoratif - reviendront régulièrement sous la plume de la critique, renvoyant au caractère graphique des compositions de Lahaye et à cette nature idéalisée qu'il peint dans des tons toujours séduisants.
En quête de paysages nouveaux, Lahaye tourne ses pas vers la Bretagne où il effectue, en 1912, un court séjour à Camaret. 

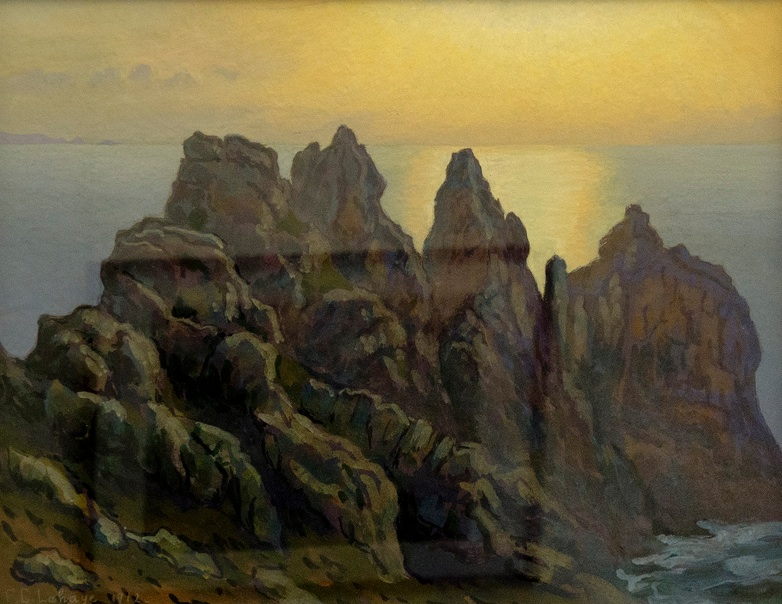
Rocher à Camaret, 1912

Il y est frappé par la puissance minérale de la pointe de Pen-Hir, qu'il prend pour sujet. Les irisations de la mer et les découpures de la côte rocheuse deviendront un thème récurrent dans son œuvre. Il poursuit alors ses voyages sur le pourtour méditerranéen, jusqu'en Égypte. En 1914, il s'installe à Aramon, près d'Avignon, tout en conservant un pied-à-terre parisien boulevard Saint-Germain. Il expose successivement, cette année-là, des paysages alpestres remarqués pour leur intelligent parti-pris décoratif et quelques œuvres dont deux aquarelles de Thèbes et d'Edfou. Celles-ci sont accueillies par des commentaires élogieux, La Nouvelle revue souhaitant même à l'auteur que son envoi lui vaille le titre de sociétaire de la Société nationale des beaux-arts.
Mais le déclenchement de la Première Guerre mondiale vient bientôt mettre un coup d'arrêt à ce début de reconnaissance, et ce n'est qu'en 1919 que F.-E. Lahaye expose à nouveau, au 35 rue La Boëtie, des études qualifiées de puissantes évocations poétiques. Il retrouve l'année suivante le Salon de la Société nationale des beaux-arts avec des paysages provençaux dont Reflet sur la mer à Èze. "Le paysage a trouvé un maître en M. F. Lahaye parce qu'il a trouvé en lui un amoureux." déclare alors François Jean-Desthieux, son plus chaleureux soutien à compter de cette date. Le journaliste déplore toutefois le mauvais emplacement réservé à l'artiste au Salon, signe qu'il peine encore à s'imposer. En 1921, Lahaye présente au public des vues de Corse, en particulier des calanques de Piana.

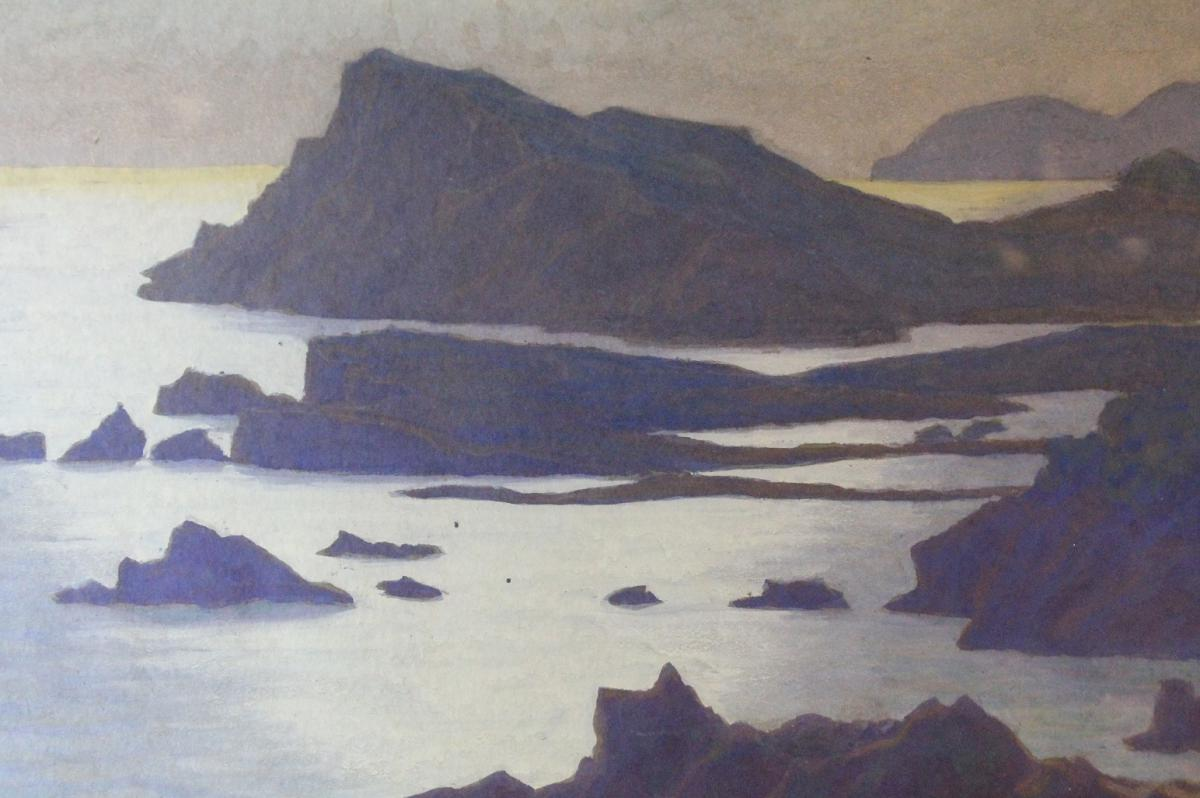
La mer à Eze, F.-E. Lahaye

Il faut cependant attendre 1922 pour que le succès se dessine, comme l'atteste le grand nombre d'articles et de coupures de presse parus à cette date,,. Dans la première exposition à lui être entièrement consacrée, toujours au 35 rue La Boëtie, Lahaye présente quatre-vingt quatre toiles composées en Égypte, Corse, autour de Grenoble et en Provence. L'état français acquiert le triptyque égyptien de La Salle hypostyle de Karnak.
Cet évènement apparaît à la fois comme la consécration et comme le chant du cygne de François-Étienne Lahaye. Cessant d'exposer, celui-ci retombe en effet bientôt dans l'oubli et les sources de documentation se raréfient : La Montagne, qui le cite en 1923, se souvient de ses détrempes décoratives; l'année suivante, L'Illustration reproduit plusieurs vues de sites de l'Égypte pharaonique,,; ses représentations de la Corse sont encore évoquées en 1927 par La Nouvelle revue; Eugène Soubeyre, ancien écrivain symboliste, rend un ultime hommage à l'artiste en évoquant, deux ans plus tard, les grands paysages qu'il peignit avec somptuosité... mais en écorchant son nom.

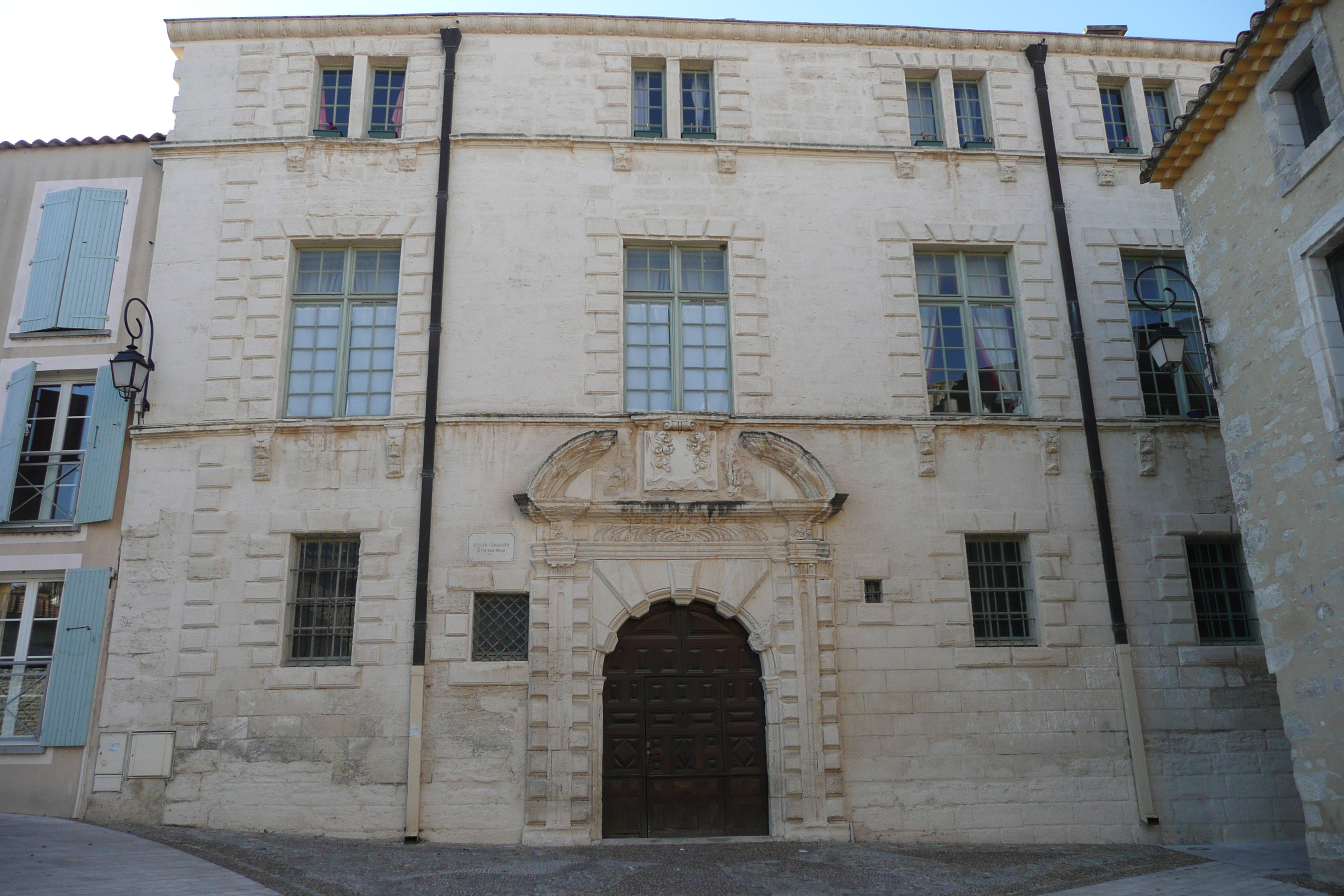
L'hôtel Choisity, restauré et meublé par F.-E. Lahaye entre 1923 et 1949.

Pourtant l'artiste semble avoir continué à peindre. À Aramon, il avait acquis en 1923 un hôtel particulier du XVIIe siècle : l'hôtel Choisity de Saint-Auban, dans lequel il se fit aménager un atelier de peinture et une chambre noire pour la photographie. On a conservé des clichés de l'aménagement de cette époque. Ceux-ci attestent la splendeur et le raffinement de ces lieux que François-Étienne Lahaye fit entièrement restaurer et meubler.
En 1934, le public peut à nouveau apercevoir, dans une galerie d'Alger, les œuvres du poète du Sud (vues de Tipasa, Laghouat et Ghardaïa). Cette exposition semble avoir été la dernière de l'artiste, alors âgé de 56 ans.
François-Étienne Lahaye meurt à Villeneuve-lès-Avignon, près de sa résidence d'Aramon, en 1949.

## L'œuvre

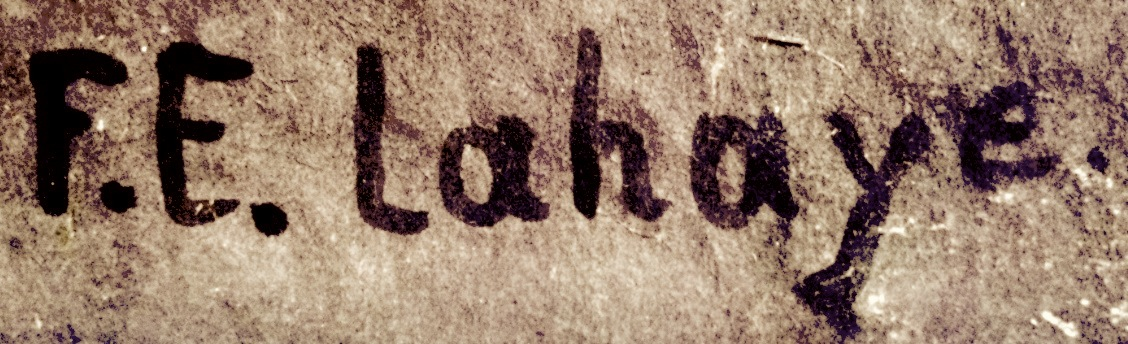
Signature de F.-E. Lahaye

F.-E. Lahaye parcourut inlassablement l'Europe et le bassin méditerranéen en quête de paysages saisissants. En France, ses lieux de prédilection furent la Corse, la Provence et la région de Grenoble. Mais des monuments antiques de la Haute-Égypte aux simples paysages du Dauphiné, le véritable sujet de sa peinture semble avant tout être la lumière,. Il en retranscrit toute la pureté et tout le mystère avec un sens puissant des contrastes et des contre-jours. Chez lui, la couleur est tantôt franche, tantôt subtile, mais elle est toujours vibrante et généreuse, ce qui confère à ses tableaux une grande puissance d'évocation et un caractère décoratif remarqué de ses contemporains.

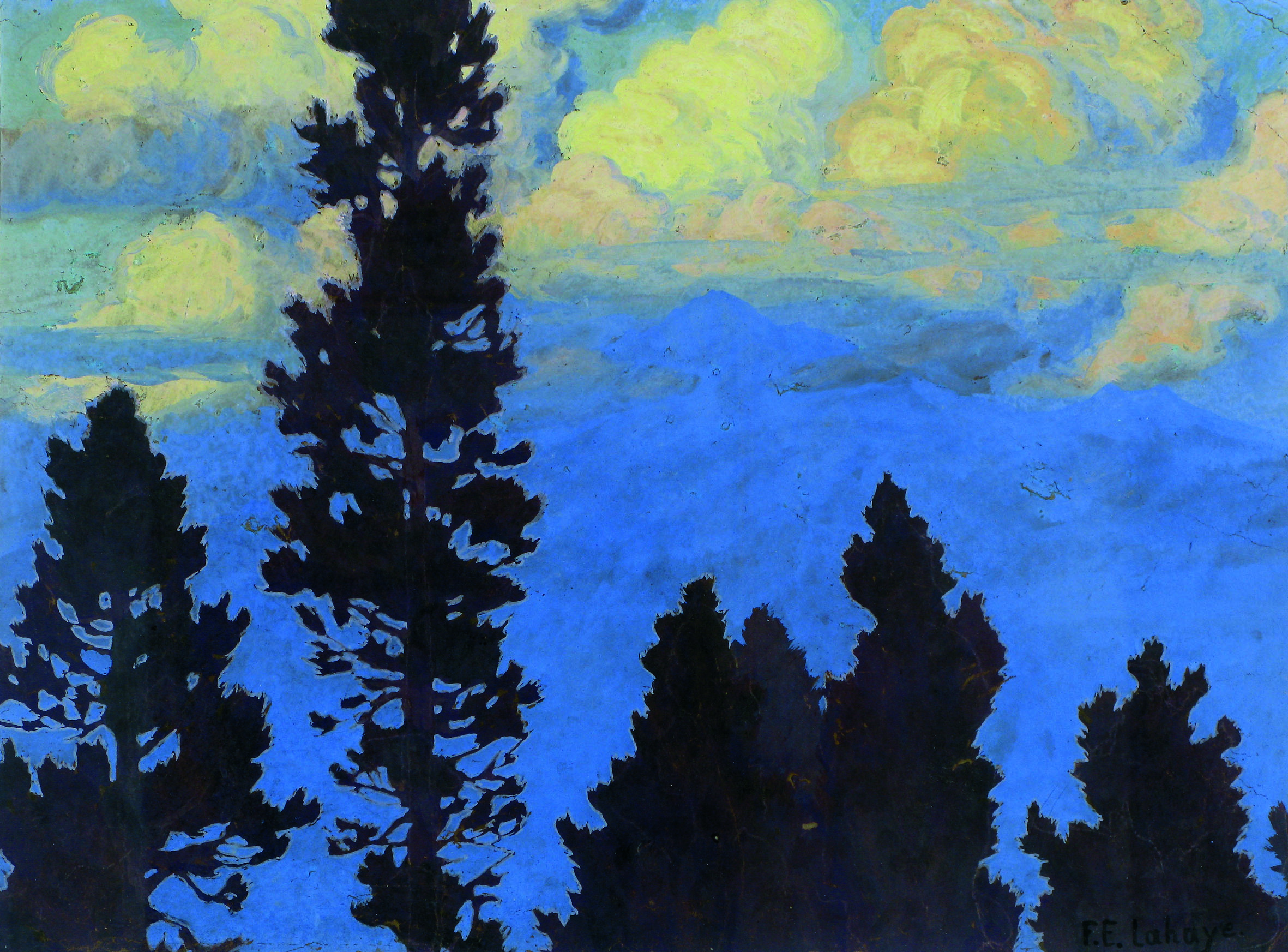
Soir de printemps, F.-E. Lahaye

L'écrivain et journaliste Jean-Desthieux écrit, à l'occasion de l'exposition de 1922 : "Il faut savoir que ce peintre est d'abord un grand voyageur; épris de toutes les formes de la beauté, il va partout où il espère trouver ce qu'il n'a pas vu encore, non par dilettantisme, mais parce qu'il est toujours prêt pour l'étude des visages le plus variés de l'humaine, de la terrestre beauté. Partout, il plante son chevalet et, avec cette science du crayon qui n'appartient qu'à lui, à ma connaissance, il note, il enregistre, il peint : l'œuvre nait, aussitôt esquissée, témoignage d'une vision d'harmonie dont tous les éléments sont vrais, dont la grâce n'est pas surfaite, dont la vertu décorative étonne, séduit, enchante."Mais c'est peut-être Eugène Soubeyre qui analyse avec le plus d'objectivité l'œuvre de Lahaye et synthétise l'ensemble des points de vue : l'article qu'il rédige en mars 1922 pointe chez l'artiste "un excessif souci d'exactitude" qui "arrive à distraire la pensée, à retenir l'émotion". Appliqué à ses gouaches d'Égypte, qui sont le plus souvent des vues de monuments antiques, ce commentaire tranche avec la tonalité générale de l'article, et tout spécialement avec les louanges décernées à ses paysages corses, provençaux ou du Dauphiné, appréciés pour leur grande sensibilité.
Ayant pris ses marques par rapport au legs impressionniste et étranger aux grandes aventures artistiques de son temps (fauvisme, cubisme, surréalisme), F.-E. Lahaye semble avant tout avoir recherché une expression personnelle de son art, emprunt toutefois d'un classicisme dont Émile Bernard, après l'aventure nabis, se fit l'apôtre dès les années 1900. Cette manière classique se combine chez lui avec une inspiration symboliste héritée de ses années de jeunesse (Lahaye expose pour la première fois, à l'âge de 26 ans, en 1904). Bien que tardifs par rapport au mouvement, ses paysages resteront fidèles à cette esthétique jusque dans les années 1920. La nature y est toujours représentée dans une vision idéaliste, chargée d'émotion et pénétrée d'harmonie.
Fidèle au trait, souvent audacieux dans ses cadrages comme dans l'usage de la couleur, l'art de F.-E. Lahaye fait par ailleurs écho à la vogue du japonisme qui fleurit au début du XXe siècle.
Bien qu'il semble avoir peint à l'huile à ses débuts, il privilégia d'autres techniques picturales : l'aquarelle, mais surtout la gouache et la détrempe. Un choix original dont il ne dévia jamais, parfois critiqué par les apôtres de la peinture à l'huile, mais le plus souvent salué, comme le fit le critique G. Remon dans les colonnes du Radical en 1922 : "Il n'est pas jusqu'à la technique qu'il s'est choisie - la détrempe - qui ne contribue à évoquer avec bonheur l'atmosphère particulière à la plaine d'Égypte.(…) La couleur, traitée par Lahaye en larges à plat, conserve la netteté et la fixité de l'émail." Ce choix de la gouache et de la détrempe confère à l'œuvre de l'artiste une tonalité très personnelle.
Le style de F.-E. Lahaye peut cependant être rapproché de celui de certains de ses contemporains, parmi lesquels Marguerite Verboeckhoven dont la description des œuvres, exposées à la galerie Bernheim jeune en 1904, pourrait être celle de ses propres œuvres ; mais aussi Jean Francis Auburtin, Alphonse Osbert ou René Ménard, qui exposèrent régulièrement aux Salons auxquels il participa lui-même entre 1904 et 1914.

## Collections publiques
Les œuvres de F.-E. Lahaye sont aujourd'hui dispersées. Seuls deux musées en possèdent dans leurs collections :
- Musée des beaux-arts de Rennes, Rocher à Camaret, gouache sur papier, 1912
- Musée Guimet, Paris, La Salle hypostyle de Karnak, Thèbes, triptyque, 1922[26]

## Expositions
- Salon de la Société nationale des Beaux-Arts, Paris, 1904[43]
- Exposition de la Société des Amis des Arts de Bayonne-Biarritz, Biarritz, 1904[6]
- Salon d'automne, Paris, 1905[44]
- Salon des Indépendants, Paris, 1905[8],[45]
- Salon des Indépendants, Paris, 1906[7]
- Salon de la Société nationale des beaux-arts, 1908[46]
- Salon des Indépendants, Paris, 1910[47]
- Salon d'automne, Paris, 1911[48]
- Salon de la Société nationale des beaux-arts, 1911[49]
- Galerie Manzi-Joyant, Paris, 1912-1913[50]
- Salon de la Société nationale des beaux-arts, Paris 1914[16]
- Salon des Indépendants, Paris, 1914[14]
- Galerie de Valcourt, 35 rue La Boëtie, Paris, 1919[18]
- Galerie de Valcourt, 35 rue La Boëtie, Paris, 1920[51]
- Salon de la Société nationale des beaux-arts, Paris, 1920[20]
- Galerie de Valcourt, 35 rue La Boëtie, Paris, 1922[24],[23],[41],[52]
- Galerie Vollot, rue Dumont d'Urville, Alger, 1934[35],[36]
- Exposition « La vague japoniste », musée des beaux-arts de Brest, du 10 juillet au 4 novembre 2012[40]

## Sources
- Dossier pédagogique La vague japoniste, musée des beaux-arts de Brest, 2012[11]
- Camaret - Cité d'artistes de Jacqueline Duroc (éd. URSA - Le Chasse-Marée - Baillé 1988)
- La Nouvelle revue, mars-avril 1922, Exposition E. Lahaye par Eugène Soubeyre[39]; voir aussi numéros de mai-juin 1914, mars-avril 1927 et mars-avril 1929
- L'Illustration, no 4232, 12 avril 1924[29]
- L'Illustration, no 4231, 5 avril 1924[30]